# アメリカ合衆国の植民地時代
アメリカ合衆国の植民地時代（アメリカがっしゅうこくのしょくみんちじだい、英: Colonial history of the United States）は、ヨーロッパ人による植民地化から始まり、ヨーロッパからの独立のときまでの歴史であり、特に1776年に独立を宣言した13植民地の歴史である。16世紀後半からイングランド、スコットランド、フランス、スウェーデン、スペインおよびオランダが北アメリカ大陸東部の植民地化を始めた。初期の多くの植民の試み、特にイギリスによるロアノーク植民地は失敗に終わったが、幾つかの植民地が設立された。ヨーロッパ人開拓者達は様々な社会と宗教の集団から出てきた者達だった。恒久的に定着した貴族階級はいなかったが、多くの冒険家、軍人、農夫および貿易業者が到着した。その中でもニューネーデルラントのオランダ人、ニュースウェーデンのスウェーデン人とフィンランド人、ペンシルベニアのイギリス系クエーカー教徒、ニューイングランドのイギリス系ピューリタン、ジェームズタウンのイギリス系開拓者およびジョージアの「清貧な」人々、それぞれの集団が新大陸に来て植民地を建設し、社会、宗教、政治および経済の様式に特徴あるものをもたらした。
歴史家達は通常、後にアメリカ合衆国東部となった土地に4つのはっきりした地域を認めている。北から南にニューイングランド、大西洋岸中部、チェサピーク湾植民地（アッパー・サウス）およびローワー・サウスである。歴史家の中には5番目の地域としてフロンティアを加える者がいるが、これは別に組織化されたものではなかった。後のアメリカ合衆国に土地を与えたその他の植民地としては、ヌーベルフランス、ケベック（フランス領ルイジアナ）、ヌエバ・エスパーニャおよびロシア領アラスカがあった。

## 植民地化の目的
植民者達は高度に発達した陸軍、海軍、政府および企業家的な可能性を備えたヨーロッパの国々から来た。スペイン人やポルトガル人はレコンキスタの数世紀にわたる征服と植民地化の経験があり、新しい海洋航行可能な船舶の操船術と組み合わされて新世界を植民地化する道具と能力および願望を持っていた。イングランド、フランスおよびオランダは西インド諸島と北アメリカ大陸の双方で植民地化を始めた。これらの国は海洋航行可能な船舶の造船術を持っていたが、スペインのように植民地化の強力な歴史は持っていなかった。しかし、イングランドのテューダー朝は初期資本主義（重商主義）を通じてアメリカ大陸の植民地に政府の統制をあまり必要としない商業に基づく投資の性格を与えた。

## 初期植民地の失敗
ノバスコシア（ニュースコットランド）は1629年に入植されたが1631年にフランスのために放棄された。
スペインは現在のアメリカ合衆国の領域に幾つかの植民地を造った。しかしこれらの幾つかは失敗した。1526年、ルーカス・バスケス・デ・アイロンが現在のジョージア州あるいはサウスカロライナ州の地にサンミゲル・デ・グアダルーペ植民地を造った。この植民地は短期間存在しただけで直ぐに崩壊した。この植民地は現在のアメリカ合衆国領土の中でアフリカ人奴隷の労働力を使った最初の例としても有名である。1528年にスペインのコンキスタドール、パンフィロ・デ・ナルバエスがフロリダに植民地を造る試みを始めた。ナルバエス遠征隊はわずか4人が生き残って1536年にメキシコにたどり着くという大惨事におわった。1559年に西フロリダに造ったスペインのペンサコーラ植民地は1561年のハリケーンで破壊された。ノースカロライナの内陸部に1567年に建設されたサンフアン砦は、18ヶ月後に土地のインディアンに破壊された。1570年に設立され翌年には失敗したアハカン伝道所は、後のイングランドのジェームズタウン植民地に大変近い所であり、そこは後にバージニアと呼ばれるようになった。
フランスも幾つかの植民地を造ったが、天候、病気あるいはヨーロッパ列強との抗争によって失敗した。1562年にフランス軍の小さな部隊がサウスカロライナのパリス島に残されてシャルルフォールを造ったが、フランスからの補給が無かったために一年後には放棄された。1564年に現在のフロリダ州ジャクソンビルにカロリーヌ砦が建設されたが、1年後にサン・アグスタンから来たスペイン人に破壊された。1604年、現在のメイン州セントクロワ島に短命のフランス植民地ができたが、病気、おそらくは壊血病に悩まされたために潰れた。

## スペインの植民地

### フロリダ
スペイン帝国はフロリダに多くの小さな開拓地を造った。最も重要なものは1565年に設立されたサン・アグスタン（現在のセントオーガスティン）だったが、何度も攻撃を受け焼かれた。小さな拠点は勿論、サン・アグスタンですら、海賊の攻撃は容赦しないものがあった。1702年と1704年に行われたサウスカロライナからの大規模遠征によって、実質的にスペインの伝道所群が破壊された。サン・アグスタンは生き残ったが、ヤマシー族などイギリス人と同盟したインディアンがフロリダ中で奴隷狩りを行い、この地域にいたインディアンの大半を殺すか奴隷化した。1700年代半ば、ジョージアから侵入したセミノール族インディンが残っていた土地のインディアン大半を殺した。イギリスがこの地域を支配した1763年には、スペイン人約3,000人が住んでいたが、そのほとんど全てが早々に退去した。1783年にスペインの支配に復したが、スペインは新たな開拓者や宣教師をフロリダに送ろうとはしなかった。アメリカ合衆国が1819年にスペインからフロリダの割譲を受けた。

### ニューメキシコ（1598年-1821年）
16世紀を通じてスペインはメキシコから現在のアメリカ合衆国南西部を探検した。その中でも最も著名な探検家はフランシスコ・バスケス・デ・コロナドであり、その遠征隊は現在のニューメキシコ州、アリゾナ州、コロラド州南部、オクラホマ州のパンハンドル地域およびカンザス州全体を旅した。しかし、コロナドは新しい開拓地を造らなかった。最初の植民地は1598年にフアン・デ・オニャーテにより、現在のニューメキシコ州エスパノーラに近いサンフアン・デ・ロス・カバレロスに造られたものであり、その後1609年頃のサンタフェが続いた。2番目の植民地はプエブロの反乱の後の1692年、ディエゴ・デ・バルガスによるものだった。ニューメキシコの王国内は幾つかの外国（テキサス、フランス、アメリカ合衆国）による領有権主張があったが、スペイン（223年間）およびメキシコ（25年間）による支配が続けられた。米墨戦争の1846年にアメリカ合衆国スティーブン・ワッツ・カーニーが指揮する西部軍がここを制圧した。当初スペイン、後にはメキシコに土地所有を認められた植民者の多くの直系子孫が今日でもこの地域に住んでいる。

### カリフォルニア（1769年-1821）

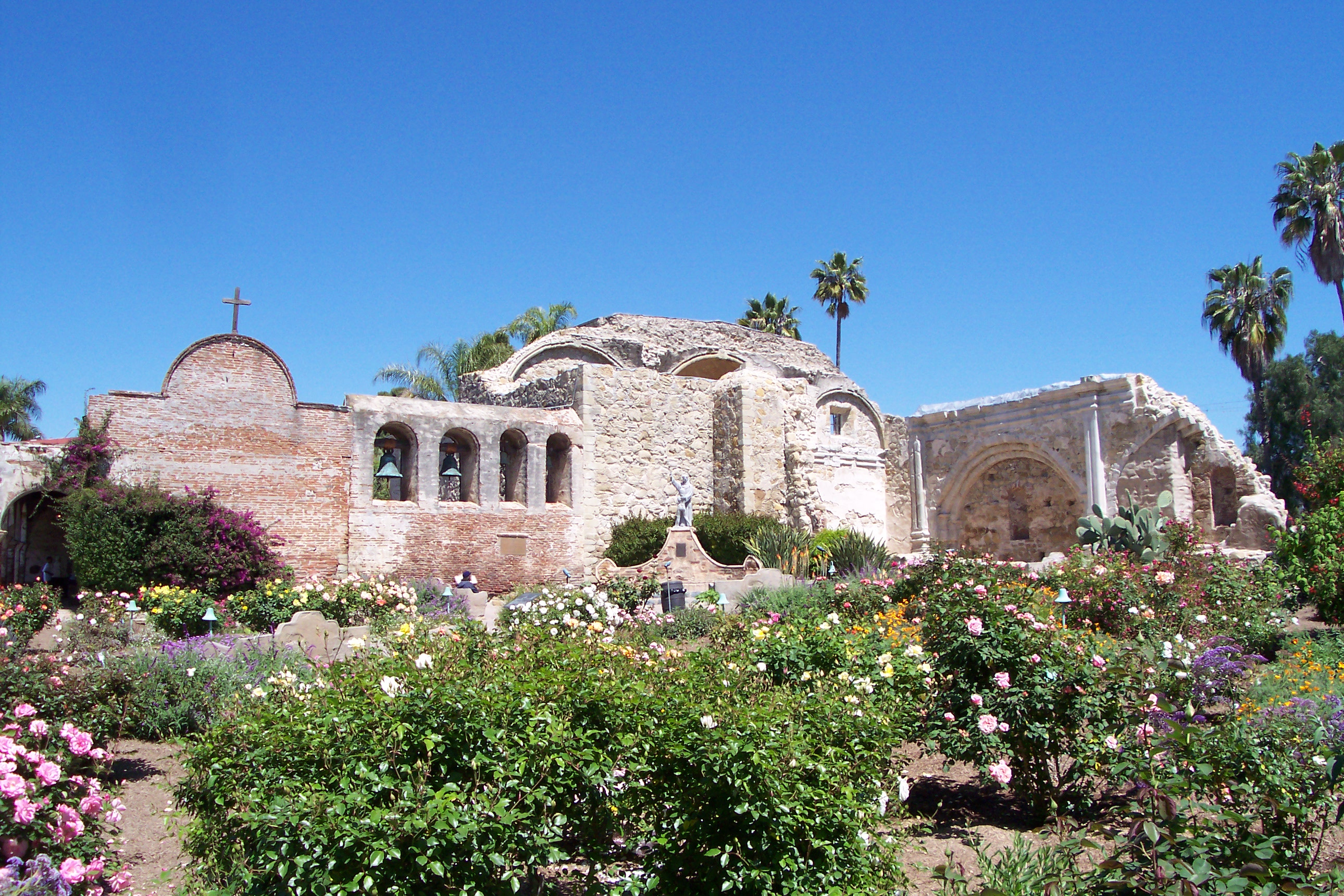
スペインによるサンフアン・カピストラーノ伝道所の遺跡、カリフォルニア州

16世紀初期から18世紀半ばにかけてスペインの探検家がカリフォルニアの海岸を航行したが、当時は開拓地が造られなかった。
スペインは1769年から宣教師や軍隊を送り始め、カリフォルニアの南部や中部の海岸に沿って一連のカトリック教伝道所を建設し、これに砦、町および牧場が併設された。フランシスコ会宣教師フニペロ・セラ牧師が1769年のサンディエゴ・デ・アルカラから初めて伝道所の繋がりを建設した。カリフォルニアの伝道所群は21箇所の拠点から構成され、インディアンにキリスト教を広める他に、その地域に対するスペインの領有権を確実にする利点があった。この伝道所はヨーロッパの技術、家畜や農作物を伝え、地域先住民を労働者として使っていた。
伝道所はサンディエゴからサンフランシスコ湾の直ぐ北にあるソノマの海岸に沿って、それぞれが馬で約一日の距離に配され、スペインの法律の下に「プレシディオ」すなわち砦と「プエブロ」すなわち町で補われた。全てが海岸線近くに配されたので、伝道所、プレシディオおよびプエブロの間の一本の道は「エル・カミノ・レアル」（王道）と呼ばれるようになり、これが今日のカリフォルニア州最初の公道となった。
1820年までにスペインの影響力はサンディエゴからソノマまでの伝道所の並びに及び、内陸にはおよそ25ないし50マイル（40ないし80 km）まで及んだ。この地帯の外にはおよそ20万人から25万人のインディアンが昔からの生活様式を続けていた。スペイン政府（1821年にメキシコが独立した後はメキシコ政府）が大規模な土地特許を認めて定住を奨励し、それが牛や羊の牧場に変わった。1840年代にはヒスパニック系住人の人口は約1万人だった。「エル・カミノ・レアル」と伝道所は後に牧歌的で平和な過去を偲ばせる象徴になった。伝道所復古調建築様式はカリフォルニアの過去の理想化された見解から想を得た建築運動だった。

## ニューネーデルラント

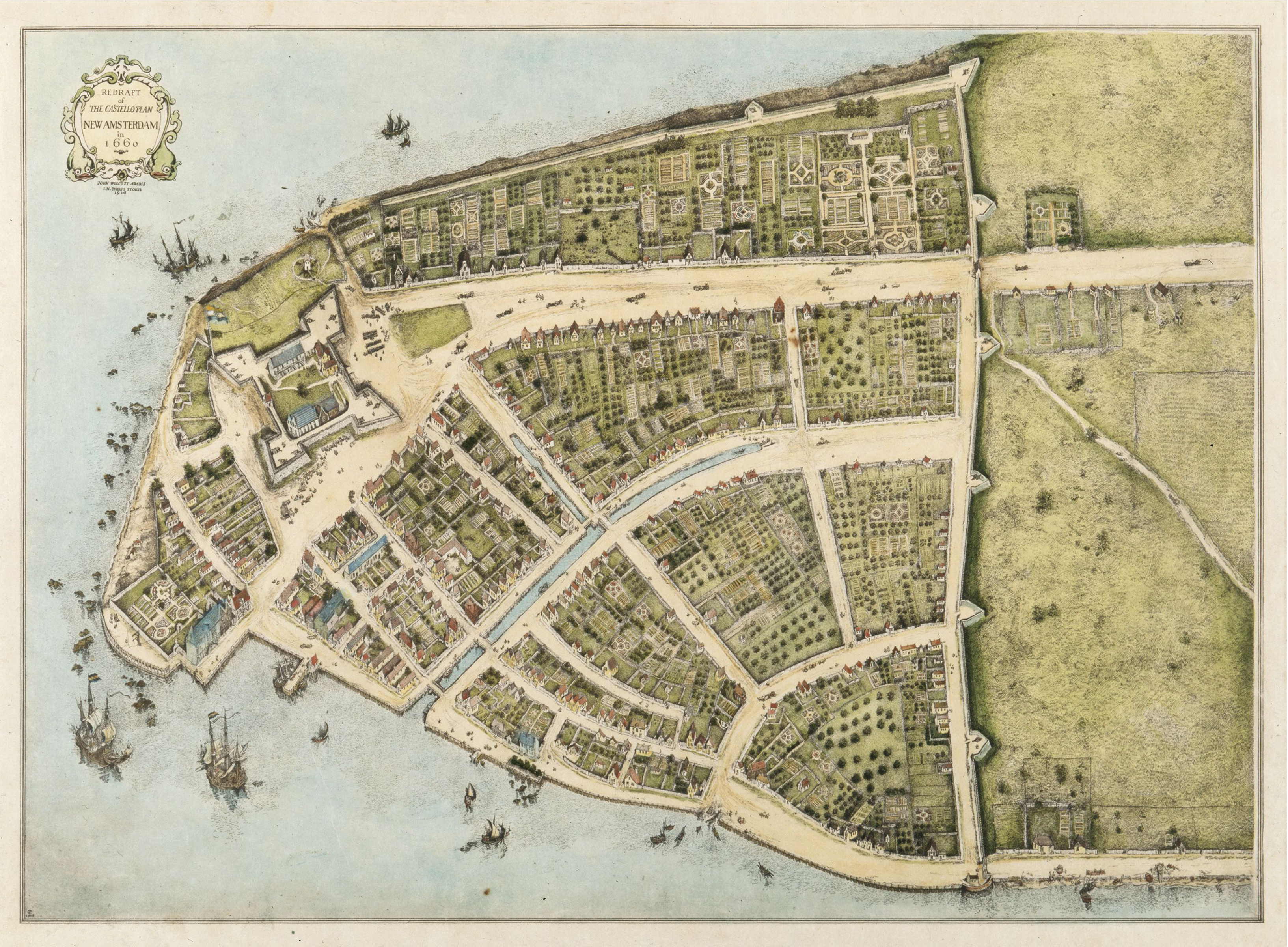
ニューアムステルダムの地図、1660年

「ニューネーデルラント」すなわちニューネザランドはネーデルラント連邦共和国の17世紀植民地であり、後にニューヨーク州になった。最盛期の人口は1万人足らずだった。オランダは少数の強力な土地所有者に封建制のような権利を与えてパトロン制度を作り上げた。それらの者達は宗教的寛容さと自由貿易の制度も作った。1625年に建設された植民地の首都ニューアムステルダムはマンハッタン島の南端に位置し、その後世界的な都市に成長していくことになった。この町をイギリスが1664年に占領し、1674年には植民地全体を支配下に収めた。しかし、オランダ人土地所有者はそのまま居残り、ハドソン川流域は1820年代までオランダ的の伝統的な性格を残していた。

## ニュースウェーデン

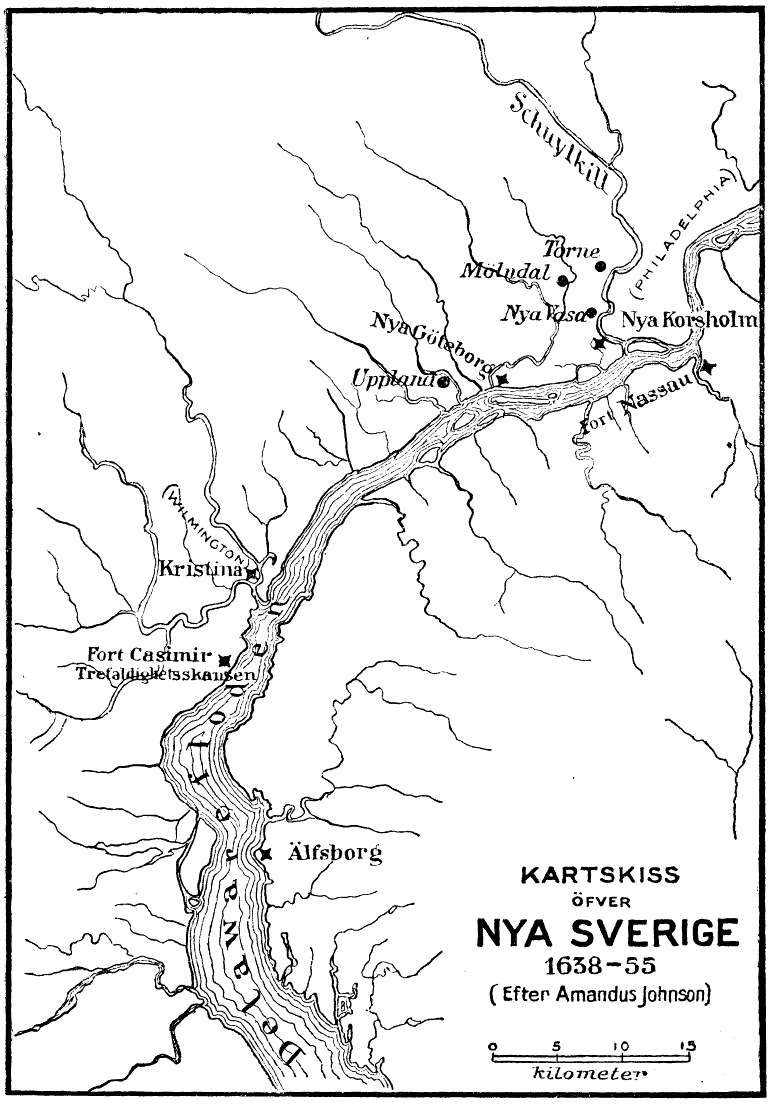
アマンダス・ヨハンソンによるニュースウェーデンの地図

「ニュースウェーデン」 (スウェーデン語: Nya Sverige) は1638年から1655年までデラウェア川流域のスウェーデン植民地だった。現在のデラウェア州ウィルミントンにあったクリスティーナ砦を中心に、現在のデラウェア州、ニュージャージー州およびペンシルベニア州の一部を含んでいた。ピーター・ミヌイットが新しく作られたニュースウェーデン植民地の初代知事になった。ヨハン・ビョルンソン・プリンツ知事（在任1643年-1653年）の下で植民地は拡大し、デラウェア川の東岸、今日のニュージャージー州セイラム近くにニュー・エルフスベリ砦を、ティニカム島（今日のフィラデルフィア市の直ぐ南西）にニュー・ゴーテンベリ砦を建設した。オランダの総督ピーター・ストイフェサントが1655年夏遅くに軍隊を動かしてデラウェア川に向かい、即座にトリニティ砦とクリスティーナ砦を占領した。ニュースウェーデンは1655年9月にオランダ領ニューネーデルラントに組み入れられた。
入植地自体は、その後もある程度の地方自治を続け、1664年10月にイングランドがニューネーデルラント植民地を征服するまで続き、1682年にこの地域がウィリアム・ペンによるペンシルベニア勅許地に含まれるまでは非公式に継続された。

## ヌーベルフランス

1750年の各国の領有図、イギリス（ピンク）、フランス（青）およびスペイン（橙色）、現在のカナダとアメリカ合衆国国境も示す。

ヌーベルフランスは1534年にジャック・カルティエがセントローレンス川を探検したことからフランスが植民地化した地域だった。1712年が最頂時期でありノバスコシアからスペリオル湖までとハドソン湾からミシシッピ川さらにはメキシコ湾まで伸びた。その領土はその後5つの植民地に分けられ、それぞれの政府ができた。すなわちカナダ、アカディア、ハドソン湾、ニューファンドランドおよびルイジアナだった。フランスから約16,000人が到来し、セントローレンス川やアカディアの集落に集まった。他の場所にはほとんど開拓者がいなかった。イギリスは1763年までに戦争の代償としてミシシッピ川より東のほとんど全ての領土を奪った。ニューオーリンズ周辺の地域およびミシシッピ川の領域はスペインに渡され、1803年にはフランスに戻っていたが、ルイジアナ買収の結果としてアメリカ合衆国に売却された。

## ロシアの植民地
ロシアとアラスカの間の諸島およびベーリング海両岸の海岸部には、アレウト族、ユピク族、チュクチ族などが住んでいた。ロシアのツァーリはその帝国の東部の探検を決断した（アジアとアメリカの間に陸橋があるかどうかを見極めたいと考えた）。1730年代と1740年代初期に第二次カムチャッカ遠征隊が派遣された。最初のロシアの植民地であるアラスカは1784年にグリゴリー・シェリホフによって設立された。1799年にニコライ・レザノフの力で露米会社が設立され、ラッコを狩りその毛皮を求めた。その後ロシアの探検家や開拓者がアラスカ、アリューシャン列島、現在のブリティッシュコロンビア州、ワシントン州、オレゴン州にまで交易基地の建設を続けた。現在のカリフォルニア州ソノマ郡にあったロス砦がロシアの最南端の植民地だったが1841年に放棄された 。
1867年、アメリカ合衆国がアラスカを買収した。アラスカのハーマンなどロシアの宣教師が先住民の中にロシア正教会を設立した。ロシア正教会とアラスカの先住民は今でも密接な関係を続けている。

## イギリスの植民地

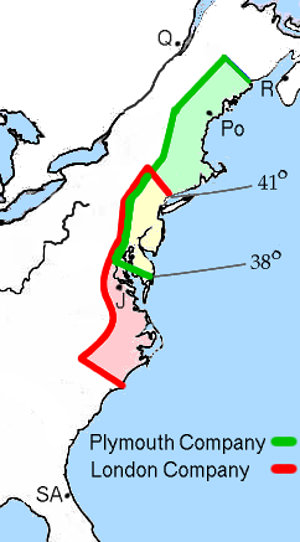
1606年にジェームズ1世がロンドンとプリマスの会社に与えた勅許。重複している地域（黄色）は双方の会社に100マイル (160 km) 以上近付かないようにという条件で両社に与えられた。"J"のマークはジェームズタウンの位置を示す。

イングランドは幾つかの理由で17世紀の初めに最初の植民地化を始めた。この時代、スペインによる侵略の怖れがある中で、プロテスタントのある程度の軍事力と女王エリザベス1世の活力に援けられて、イギリスの第一の国家主義と国民的主張が花開いた。しかし当時、イギリスの政府によって植民地帝国を創設する公式の試みはなされなかった。むしろ植民地を建設する背後にある動機はばらばらで変化するものだった。商業的起業、過剰人口および宗教的自由の望みといった実際的な話がその動機の一部になった。
開拓の大きな波は17世紀に訪れた。1700年以降、植民地アメリカに到着する大半の移民は年季奉公としてだった。1610年代後半からアメリカ独立の間で、イギリスはそのアメリカ植民地に推計5万人の受刑者を運んだ。最初の受刑者が到着したのはメイフラワー号が到着する直前のことだった。

### チェサピーク湾地域

#### バージニア
最初に成功したイングランドの植民地はチェサピーク湾に近い小さな川沿いに1607年に設立されたジェームズタウンだった。この事業は金の探求を行う持ち株会社ロンドン・バージニア会社が資金を提供し、取りまとめた。開拓の初年は極めて難しい状況であり、病気、飢えおよび地元のインディアンとの戦争で高い死亡率となり、金も見つからなかった。この植民地はタバコを換金作物とすることで生き残り繁栄した。17世紀終わりまでにバージニアの輸出経済は大半がタバコに基づいており、新しく到着した金持ちの開拓者が広大な土地を所有して大きなプランテーションを造り、年季奉公者や奴隷を輸入した。1676年、ベイコンの反乱が起こったがイギリスから派遣されていた役人に鎮圧された。ベイコンの反乱後、バージニアにおける労働力として、年季奉公者に代わって急速にアフリカ人の奴隷が増加した。
植民地の議会は王室に指名された総督と権力を分け合っていた。地方に行けば政府の権力が自己永続性の郡政治を牛耳っていた（現職の者が役人の空席を埋め、人民による選挙はなかった）。換金作物の生産者であるチェサピークのプランテーションはイングランドとの貿易に大きく依存していた。川を使って容易に航行できたので、町や都市の数は少なかった。農園主は直接イギリスに向けて出荷できた。植民地の初期は高い死亡率と大変若い人口構成が特徴だった。

### ニューイングランド

#### ピルグリム・ファーザーズ
ピルグリム・ファーザーズはイングランドとオランダを本拠にするプロテスタントの小さな宗派だった。1つの集団がメイフラワー号で出港しマサチューセッツに入植した。この集団は自治権を広範に持つことになるメイフラワー誓約を結んだ後で、1620年に小さなプリマス植民地を建設した。プリマス植民地は後にマサチューセッツ湾植民地に吸収された。ウィリアム・ブラッドフォードがその主たる指導者だった。コネチカット植民地はコネチカット州になったイギリス人植民地である。当初川の植民地と呼ばれたこの植民地はピューリタンの天国として1636年3月3日に組織化された。プロビデンス・プランテーションはロジャー・ウィリアムズがナラガンセット族酋長カノニカスから得た土地に1636年に設立された。ウィリアムズはマサチューセッツ湾植民地での宗教的迫害から逃げてきており、「公的な事項」では多数決の原理を与え、「信教の自由』を保証する平等主義的憲法について仲間の開拓者達と合意を取り付けた。

#### ピューリタン
1629年、ピルグリム・ファーザーズよりかなり大きな400人の開拓者集団であるピューリタンがマサチューセッツ湾植民地を設立した。彼らは新世界で新しく純粋な教会を創設することでイングランド国教会を改革しようとした。1640年までに2万人が到着した。多くの者は到着後間もなく死んだが、他の者は健康的な気候を見出し、豊富な食糧を供給できるようになった。
ピューリタンは深遠な宗教、社会的に緊密な結びつきおよび政治的に革新的な文化を創り出し、これが現在のアメリカ合衆国にも生きている。彼らはこの新しい土地が「改革者の国」として機能することを期待した。彼らはイギリスから逃げてきており、アメリカで「聖者の国」すなわち「丘の上の町」を造ろうとした。厳格な宗教と完全に公正な社会がヨーロッパ全てにとって規範であろうとした。宗教的寛容さ、政教分離を説いたロジャー・ウィリアムズはイングランド国教会と完全に袂を分かち、マサチューセッツ湾植民地から追放されてロードアイランド植民地を設立した。そこはアン・ハッチンソンなどピューリタン社会から逃げてきた他の者達にとって天国になった。
経済的にピューリタンのニューイングランドはその設立者の期待を満足させた。チェサピーク地域の換金作物志向プランテーション経済とは異なり、ピューリタンの経済は自給自足農業を広めることに基づき、自分達で生産できない商品のみを輸入した。ニューイングランドではチェサピーク地域よりも概して高い経済的基盤と生活水準が得られた。農業、漁業および製材業と共に、重要な商業と造船業の中心となり、南部植民地とヨーロッパの間の貿易では中継点として機能した。

### 大西洋岸中部植民地
大西洋岸中部植民地とは現在のニューヨーク州、ニュージャージー州、ペンシルベニア州およびデラウェア州で構成され、宗教、政治、経済および民族においてかなりの多様化で特徴付けられた。オランダのニューネーデルラント植民地がイギリスに奪われてニューヨークと改名されたが、かなり多くのオランダ人が植民地内に留まった。多くのドイツ人やアイルランド人移民がこれらの地域とコネチカットに入植した。ペンシルベニアに来た開拓者はかなりの比率でドイツ人だった。

### ローワー・サウス
南部植民地にはチェサピーク地域のプランテーション型植民地（バージニア、メリーランドおよび場合によってデラウェア）とローワー・サウス（カロライナが分かれたノースカロライナとサウスカロライナ、およびジョージア）が含まれる。

#### カロライナ
バージニアより南でイングランドが最初に開拓を試みたのがカロライナ植民地だった。これは民間事業であり、1663年にカロライナの王室勅許を得たイングランドの植民地領主（Lords Proprietors）8人によって資金が出され、南部の新しい植民地もジェームズタウンのように利益が出せることを期待していた。最初に入植の試みが行われたのが1670年になってからであり、この時は南部に移民することに何の特典も無かったので失敗した。しかし領主達が残っていた資本を掻き集めてジョン・ウェストが率いるこの地域への入植隊の費用を出した。この集団は後にチャールストン（当初はチャールズ1世に因んでチャールズタウンと呼ばれた）となる所に肥沃で防御にも適した土地を見つけた。サウスカロライナの当初の開拓者達はカリブ海の諸島と食糧、鹿の毛皮およびインディアンの奴隷という収益の上がる貿易品を見出した。それらは主にイギリスの植民地であるバルバドスからもたらされ、さらにはアフリカ人奴隷も連れてきた。サトウキビのプランテーションで富める島だったバルバドスは、プランテーション農業に大勢のアフリカ人を使った初期イングランド植民地の一つだった。西アフリカの米作地帯から輸入したアフリカ人を通じて1690年代に米の栽培が始まった。この初期植民地時代は、ノースカロライナはまだ辺境のままだった。
まずサウスカロライナが政治的に分離された。その民族構成には当初の開拓者、バルバドス島から来た奴隷を所有し富めるイングランド人開拓者の集団、フランス語を話すプロテスタントであるユグノーが含まれていた。ウィリアム王戦争やアン女王戦争などほとんど間断の無い戦争状態のために商人と農園主の間に経済と政治の面で亀裂を生じさせた。ヤマシー戦争による惨事のために1715年には政治的動揺の10年間が始まった。1729年までに領主政府は崩壊し、領主達はイギリス王室に植民地を買い戻させた。

#### ジョージア
18世紀イギリスの国会議員ジェームズ・オグルソープが2つの問題に関する共通の解決策としてジョージア植民地を設立した。当時スペインとイギリスは極度の緊張関係にあり、イギリスはスペイン領フロリダからイギリスの植民地を侵されることを恐れていた。オグルソープは両国が競合していた地域に植民地を建設し、イギリスの標準的習慣では投獄されているような負債者を集めて入植させることにした。この計画はイギリスから望ましくない要素を取り去り、フロリダ攻撃のための基地を備えさせるというメリットがあった。1733年に最初の植民者が到着した。
ジョージア植民地は厳格な道徳規範の上に設立された。奴隷制は禁じられ、アルコールなど不道徳と考えられるものも禁じられた。しかし、植民地の現実は理想とは程遠いものだった。植民地人はピューリタン的生活様式に不満であり、この植民地はカロライナの米プランテーションと経済的に競合できないと不平をこぼした。ジョージアは当初は繁栄しなかったが、最終的に規則が和らげられて奴隷制も許可され、カロライナと同じくらい繁栄するようになった。ジョージア植民地は特定の宗教を指定したことは無かった。様々な信仰を持った人の集まりとなった。

#### 東フロリダと西フロリダ
1763年、イギリスはスペインから東フロリダと西フロリダの割譲を受けた。両フロリダはアメリカ独立戦争の間もイギリスに忠実なままだった。1783年にハバナと引き換えにスペインに返還され、イギリス人の大半がそこを離れた。スペインは当時フロリダを無視しており、1819年にアメリカ合衆国がこの地域を購入した時はスペイン人がほとんど住んでいなかった。

## 1776年におけるイギリスの統治体制
1776年時点でイギリスの植民地統治体制には直轄、領主領および特許の3形態があった。イギリスの封建制の下でこれらは全て君主に従属するものであり、イギリスの議会とは明確な関係が無かった。

### 直轄植民地
ニューハンプシャー、ニューヨーク、ノースカロライナ、サウスカロライナおよびジョージアの各植民地が直轄植民地だった。
直轄植民地政府は君主の好みで創設された役人に治められた。知事と議会（council）議員が指名されて一般的な執行権を行使し、両院制の議会を招集する権限を与えられた（議会が上院であり、集会（assembly）が下院だった）。この集会には植民地内の自由土地所有者と農園主から議員を選んだ。知事は絶対的な拒否権があり、集会を休会にしたり解散する権限があった。
集会は地域の法律や条令全てを作ることができたが、それらはイングランドの法と一致していなければならなかった。

### 領主領植民地
ペンシルベニア、デラウェア、ニュージャージーおよびメリーランドの各植民地が領主領植民地だった。
領主領植民地政府は君主から1人以上の人物に対して特定の領土の特許を認められたものであり、その土地の領主として封建制あるいは王室に従属した一般的な統治権を与えられ、君主の支配に従うものだった。
領主は知事や議会議員を指名し、その意のままに組織したり招集することができた。行政権は領主あるいは知事にあった。

### 特許植民地
マサチューセッツ、ロードアイランド、およびコネチカットの各植民地が特許植民地だった。
特許植民地政府は特許状で創設された政治的法人であり、受権者が土地を支配し立法権を持った。特許植民地には基本的憲法があり、立法府、行政府および司法府に権限が分けられていた。

## イギリスによる管理の統一

### 共通の防衛
植民地人がイギリスの臣民であるというアイデンティティを共有することを思い出させた事件は、ヨーロッパにおけるオーストリア継承戦争（1740年-1748年）だった。この紛争は植民地にも及び、ジョージ王戦争と呼ばれた。大きな戦闘はヨーロッパで起こったが、アメリカ人が管轄した部隊がニューヨーク植民地やニューイングランドでフランス軍およびその同盟インディアンと戦った。
1754年のオールバニ会議では、ベンジャミン・フランクリンが各植民地は防衛、拡張およびインディン問題で共通の政策を守る為に国民大会議で統一すべきという提案を行った。この案は各植民地議会およびジョージ2世に拒絶されたが、北アメリカのイギリス植民地が統一に向けて動き出す前触れとなった。

### フレンチ・インディアン戦争

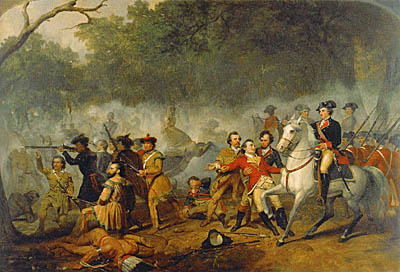
フレンチ・インディアン戦争の時のジョージ・ワシントン

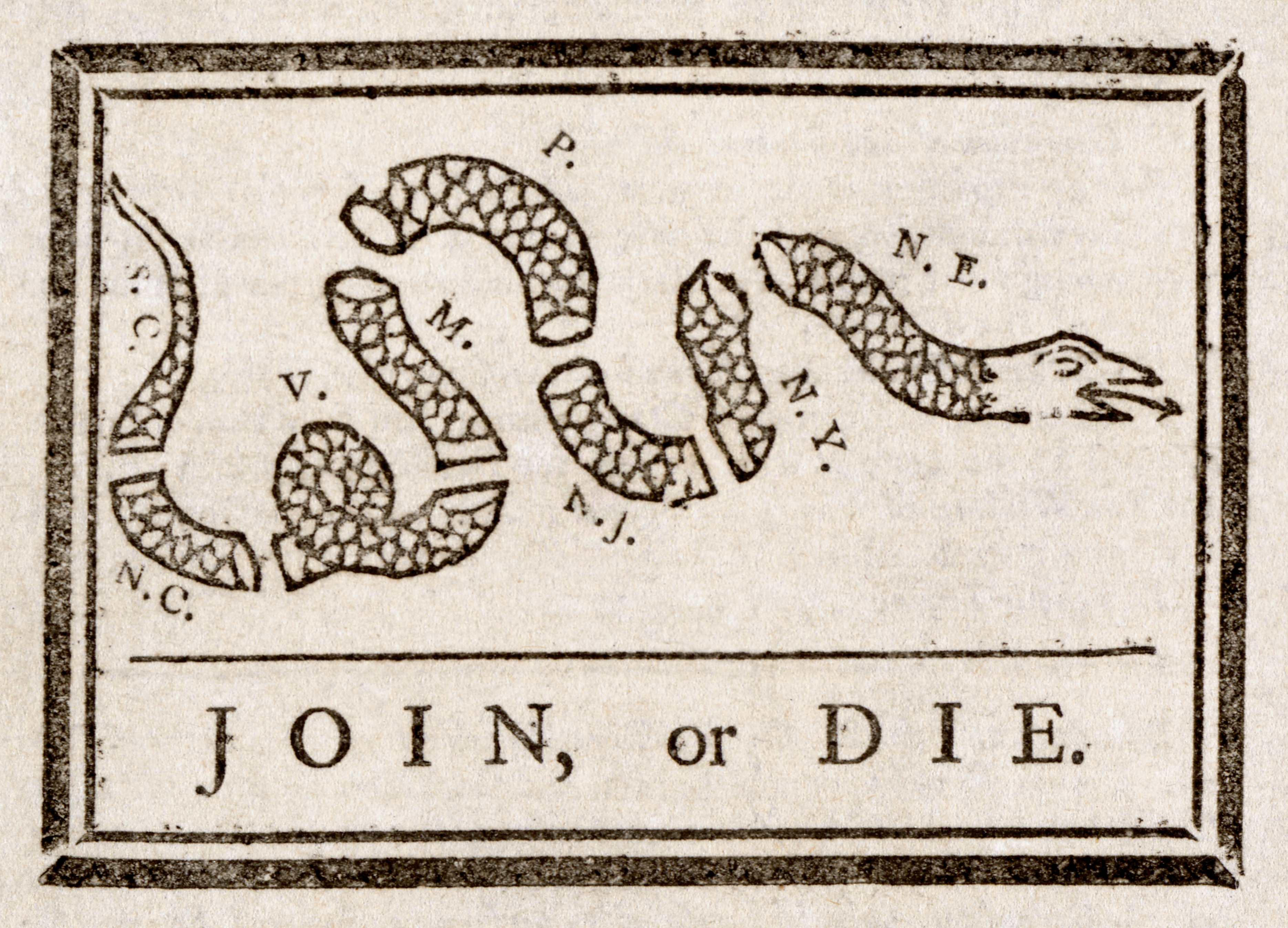
ベンジャミン・フランクリンの政治風刺漫画、フレンチ・インディアン戦争に対して植民地の統合を呼びかけている。この絵はアメリカ独立戦争のときにも使われた。

フレンチ・インディアン戦争（1754年-1763年）は七年戦争と呼ばれたヨーロッパ全体の紛争をアメリカに拡大したものだった。北アメリカにおけるそれ以前の植民地戦争はヨーロッパで始まり、それが植民地に広がったものだったが、フレンチ・インディアン戦争の場合は北アメリカで始まり、その後にヨーロッパに広まったことで特徴的だった。イギリスとフランスの間の競合は特に五大湖やオハイオ川渓谷で拡大し、それが戦争の主要原因の一つになった。
フレンチ・インディアン戦争はイギリスの首相大ピットが如何なる犠牲を払ってでもフランスに勝たなければならないと決心した時に、北アメリカのイギリス植民地人にとって重大なものとなった。初めて北アメリカが「世界戦争」と呼ばれるものの主要戦場になった。この戦争中、イギリス植民地（後にアメリカ合衆国の基盤になった13植民地を含む）のイギリス帝国における位置付けが実際に明白なものとなり、イギリスの軍隊と文民の指導者の存在がアメリカ人の生活の中で大きなものになった。この戦争はまた別の面でアメリカの統一という感覚を育てた。兵士達は通常自国から外には出なかったが、それが大陸を移動し、はっきりと異なるがやはり「アメリカ人」という背景を持つ者達と共に戦った。戦争の進展の中で、イギリス軍士官がアメリカ人を訓練した（最も著名なのがジョージ・ワシントン）。これはアメリカ独立戦争のときには有益だった。また、各植民地議会と役人は大陸全体にわたる軍事行動を行うために、初めて広範な共同行動をとる必要があった。

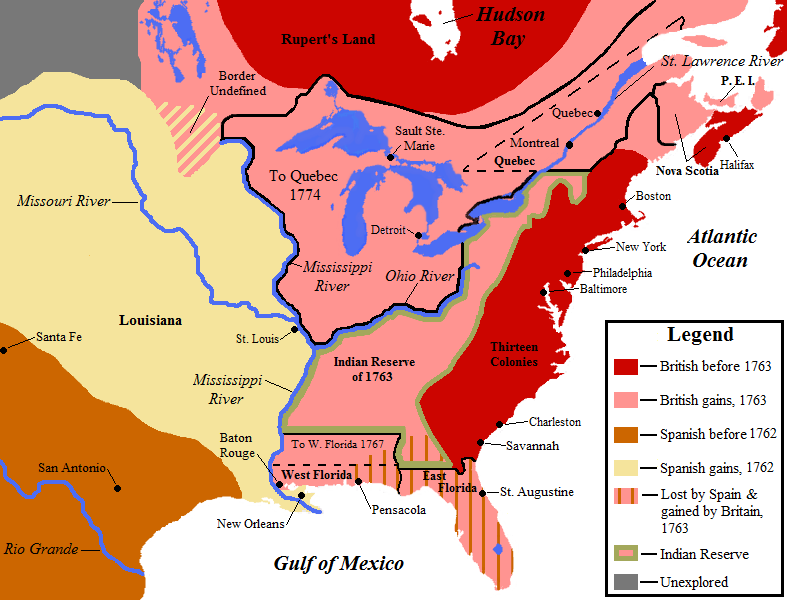
フレンチ・インディアン戦争の後の領土変化、1763年以前にイギリスが所有していた領土は赤、それ以後に得た領土はピンクで示す。

1763年のパリ条約で、フランスはその広大な北アメリカ帝国をイギリスに割譲した。戦前にイギリスが持っていたのは13植民地とノバスコシアの大半、およびハドソン湾地域の大半だった。戦後はミシシッピ川より東のフランス領全て、これにはケベック、五大湖およびオハイオ川流域の全てを含む領土を得た。またスペイン領だった東フロリダと西フロリダも獲得した。13植民地から外国の脅威を排除することで、植民地人が自らを防衛する必要性がほとんど無くなった。
イギリスと植民地人は共通の敵に対して共に戦い勝利した。母国に対する植民地人の忠誠心は戦前より強くなった。しかし、植民地内の不統一も形成され始めていた。イギリスのピット首相は植民地の軍隊を使うことで植民地での戦争を遂行し、資金はイギリス本国に課税することで賄うことにしていた。これは戦時の戦略としては成功だったが、戦争が終わると双方は互いよりも大きな重荷を負っていると考えた。イギリスの特権階級はヨーロッパの何処よりも重い税を掛けられており、植民地人がイギリスの国庫にほとんど金を納めていないことを怒りをもって指摘した。植民地人は彼らの息子達が戦って死んだのは自分達の利益よりもヨーロッパの利益に多く貢献したと反応した。この論争はその後にアメリカ独立をもたらすことになる一連の出来事に繋がっていった。

### イギリス帝国への結びつき
各植民地は互いに大変異なってはいたが、文字通りイギリス帝国の一部のままだった。
社会的には、ボストン、ニューヨーク市、チャールストンおよびフィラデルフィアの植民地特権階級は自分達をイギリス人と考えていた。多くの者はイギリスに行ったことも無かったが、服装、ダンスおよびエチケットなどイギリスの様式を模倣した。この社会的上流階級はジョージア様式の邸宅を建て、トーマス・チッペンデールの家具デザインを真似し、啓蒙時代というヨーロッパの知性の流れに迎合した。住人の多くにとって植民地アメリカの海港都市はイギリスの都市そのものだった。
植民地の政治機構の多くはイギリスの野党指導者、特に著名なものとしてコモンウェルスマンとホイッグ党の伝統である者達が表明した共和制を採用した。当時のアメリカ人の多くは、植民地の統治制度をイギリスの憲法をモデルにしていると考え、国王は知事に相当し、イギリスの庶民院は植民地議会に、貴族院は知事諮問委員会に相当すると見なした。植民地の法典はイギリス法から直接引いてくることが多かった。実際にイギリスのコモン・ローがカナダだけでなくアメリカ合衆国全体で生き残っている。つまるところこれら政治的理想の幾つかの意味するもの、特に代議制と共和主義に関する論争がアメリカ独立に向かっていくことになった。
植民地人がイギリスと異なるというよりも類似していると考えたもう一つのポイントは、急増するイギリス商品の輸入についてだった。イギリス経済は17世紀の終わりに急激な成長を始め、18世紀半ばまでにイギリスの小さな工場が国内で消費する以上のものを生産するようになった。イギリスはその市場を北アメリカに求めたので、輸出高は1740年から1770年の間に360%の増加を見た。イギリスの商人は得意客に寛大な信用払いを提供したので、アメリカ人は大量のイギリス製品を買うようになった。ノバスコシアからジョージアまで全てのイギリス臣民が類似した製品を購入し、ある種英国化された共通の感覚を持つようになった。

## 統一から革命

### 王室宣言
1763年のパリ条約締結後間もなく持ち上がった不平等の大衆感覚は、アパラチア山脈を越えて西に開拓者が入ることを一時的に禁じた1763年宣言ではっきりしてきた。植民地人はこれに不満であり、その禁制は守られなかった。

### イギリス議会の法令
イギリスの議会は概してヨーロッパの事情に捉われており、植民地の統治は植民地に任せるようになっていた。しかしそうしてもおれなくなった。この政策変更から生まれた下記のような一連の法制がニューイングランドの植民地に直接影響し、その後の13年間で13植民地に次々と反対運動を巻き起こした。
- 通貨法（1764年）
- 砂糖法（1764年）
- 印紙法（1765年）
- 第一次宿舎法（1765年）
- 宣言法（1766年）
- タウンゼント歳入法（1767年）
- 茶法（1773年）
- 耐え難き諸法、高圧的諸法あるいは懲罰的諸法とも呼ばれた
  - 第二次宿舎法（1774年）
  - ケベック法（1774年）
  - マサチューセッツ統治法（1774年）
  - 裁判権法（1774年）
  - ボストン港法（1774年）
- 通商禁止法（1775年）

## 植民地の生活

### ニューイングランド
ニューイングランドでは、ピューリタンが農夫すなわちヨーマンとその家族の宗派による自治社会を創り出した。高いレベルの政治家が男性開拓者すなわち土地所有者達に土地区画を分け与え、土地所有者達が自分達の間で割り当てを決めた。土地の大きな区画は社会的に高い地位にある男性に与えられるのが通常だったが、白人のあらゆる男性は家族を養うに足るだけの土地を持った。さらに重要なことは白人のあらゆる男性が町の集会で発言権があったことだった。町の集会は税金を課し、道路を建設することを決め、町の諸事を行う役人を選出した。
ピューリタンが設立した会衆派教会は、神は救済に値する数少ない人のみを選び出すという信仰があったために、ニューイングランドの全ての住民が自動的に参加したわけではなかった。実際に教会員になるには教会員の前で救われてきたことを納得のいくように「テスト」できる者に限られた。彼らは「選ばれし者」あるいは「聖者」と呼ばれ、ニューイングランド人口の40%に満たなかった。

#### 農園の生活
ニューイングランド住人の大多数は小農だった。これら小農の家族の中では、またイングランド人家族も男性がその資産と妻に対して絶対的権力を持った。イングランド人女性は結婚すると旧姓と個人としてのアイデンティティを失ったので、寡婦になったとしても、自己資産を持てず、訴訟を起こせず、政治に参加できなかった。妻の役割は健康な子供を産んで育てることであり、その夫を支えることだった。大半の女性はこの義務を遂行した。18世紀半ばに女性は通常20代初期に結婚し、6人から8人の子供を産み、子供達は大抵成人まで育った。農家の女性は羊毛から毛糸を紡ぎ、セーターやストッキングを編み、蝋燭や石鹸を作り、ミルクを攪拌してバターを作ることで家族が必要とする物資の大半を供給した。

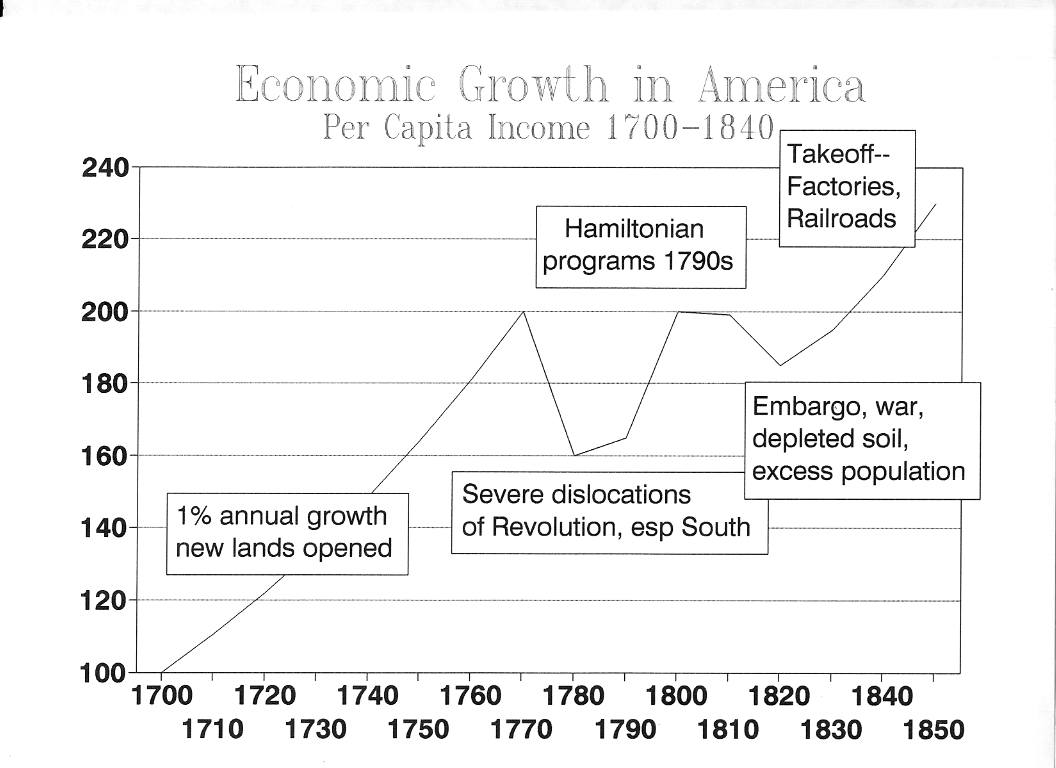
18世紀から19世紀半ばの経済成長

ニューイングランドの大半の親はその息子達が自分達の農園を築くのを援助しようとした。息子たちが結婚すると父親は土地、家畜あるいは農機具を贈り物にした。娘達は家財道具、農園の動物あるいは現金を受け取った。見合い結婚は大変稀だった。通常は子供達が宗教や社会的地位の同じような適当な知り合いの輪の中から配偶者を選んだ。両親は子供達の結婚について拒否権を持っていた。
ニューイングランドの農家は通常木材が豊富だったので木の家に住んだ。ニューイングランドの典型的な農家は中2階建てで強い枠組み（通常は大きな角材で造られた）を持ち、木製のよろい張り下見壁板で覆われた。調理のためと冬季の暖房のために家の中心には大きな煙突が立てられた。1階部分の一端にはホールがあり、家族が働いたり食事を摂る多目的の部屋として使われた。ホールに隣接して客間があって客をもてなすために使われ、家内で一番の家具や両親のベッドが置かれた。子供達は上のロフトで寝み、台所はホールの一部にあるか、家の裏の物置部分にあった。植民地時代の家族は大きかったので、このような小さな家屋では多くのことが行われ、ほとんどプライバシーは無かった。
18世紀半ばまでに、このような生活様式は危機に直面していた。地域人口は1700年の10万人から1725年の20万人、1750年の35万人と、世代ごとにほぼ倍増したが、これは各家族が多くの子供を抱え、多くの者は60歳まで生きたからだった。マサチューセッツ、コネチカットおよびロードアイランドの植民地人は農夫の間でその土地を小分けし続けていたので、農場はあまりに小さくなり、一つの家族を養えなくなった。この過剰な人口によってニューイングランドの独立したヨーマン農夫による理想の社会が脅かされるようになった。
農夫の中にはマサチューセッツやコネチカットの未開の地で農場を作るために土地特許を得るか、ニューハンプシャー、後にバーモント州となった所で土地投機家から土地区画を購入する者がいた。農業の革新者になる農夫もいた。ムラサキツメクサやチモシー・グラスのような家畜の餌になるイングランドの滋養のある草を植え、生産性が高くて小農にも利益になるジャガイモを育てた。農家の家族は互いに商品を交換したり労働を助け合うことで生産性を上げた。彼らは家畜や放牧地を貸し借りし、共同して毛糸を紡ぎ、キルトを縫い、トウモロコシの皮をむいた。移住、農業の確信および経済的共同作業によって19世紀までニューイングランドのヨーマン社会を保存する創造的手段となった。

#### 町の生活
18世紀半ばまでにニューイングランドでは造船が主要産業になった。イギリスの王室は安価で頑強なアメリカ製船舶に目を向けることが多かった。ニューイングランドにある川の河口ほとんど全てに造船所があった。
1750年までに様々な職人、商店主および商人が成長する農民のためにサービスを提供した。鍛冶屋、車輪修理工および家具職人が地方の村に店を構え、そこで農家が必要とする商品を作ったり修理したりした。衣類、鉄製具、窓ガラスなどイングランドの製品や、砂糖や糖蜜など西インド諸島の製品を売る商店は貿易業者が開店した。これら店舗の商店主は農作物や屋根板、炭酸カリウム、樽板など地元製品と引き換えに輸入した商品を販売した。これら地方産の製品は大西洋岸の町や都市に運ばれた。企業家はこの輸送のために荷馬車道に沿って馬小屋や酒場を作った。
これらの製品がマサチューセッツのボストンやセイラム、コネチカットのニューヘイブンおよびロードアイランドのニューポートのような港町に運ばれた後、商人はそれらを西インド諸島に輸出し、糖蜜、砂糖、金貨および交換手形と取引した。彼らは西インド諸島の製品をニューイングランドの工場に運び、そこで生のサトウキビが砂糖に精製され、糖蜜はラム酒に醸造された。金や交換手形はイングランドに送られて商品と交換され、その商品が植民地に運ばれて砂糖やラム酒と共に農家に売られた。
ニューイングランドの商人には大西洋岸の豊かな漁場を利用して、大規模な漁業船隊を手当てし、収穫物のサバやタラを西インド諸島やヨーロッパに運んで利益を出す者もいた。またある商人は海岸やニューイングランド北部の河川で大量の木材を取引した。彼らは製材所を造って家屋や船舶のために安価な木材を供給した。ニューイングランドの数百の造船工は外洋航行船舶を建造し、イギリスやアメリカの商人に販売した。
多くの商人はその商品を農民に供給することで大きな富を掴み、海港都市の社会を支配するようになった。ヨーマン農家とは異なり、これら商人はイングランド上流階級の生活様式を真似て、新しいジョージア調で設計された中3階建て家屋に住んだ。これらジョージア調家屋は対称的なファサードがあり、中央のドアの両側に同じ数の窓があった。内部には家の中心を通る廊下があり、その両側に図書室、食堂、きちんとした客間、および家主の寝室といった用途を持った部屋があった。ヨーマンの家にある多目的なホールや客間とは異なり、これらの部屋はそれぞれ異なる目的のために使われた。ジョージア調家屋では、男性が主に図書室のような特定の部屋を使い、女性は大半が台所を使った。これらの家屋には二階に寝室があり、両親も子供達にもプライバシーが保たれた。

#### 文化と教育

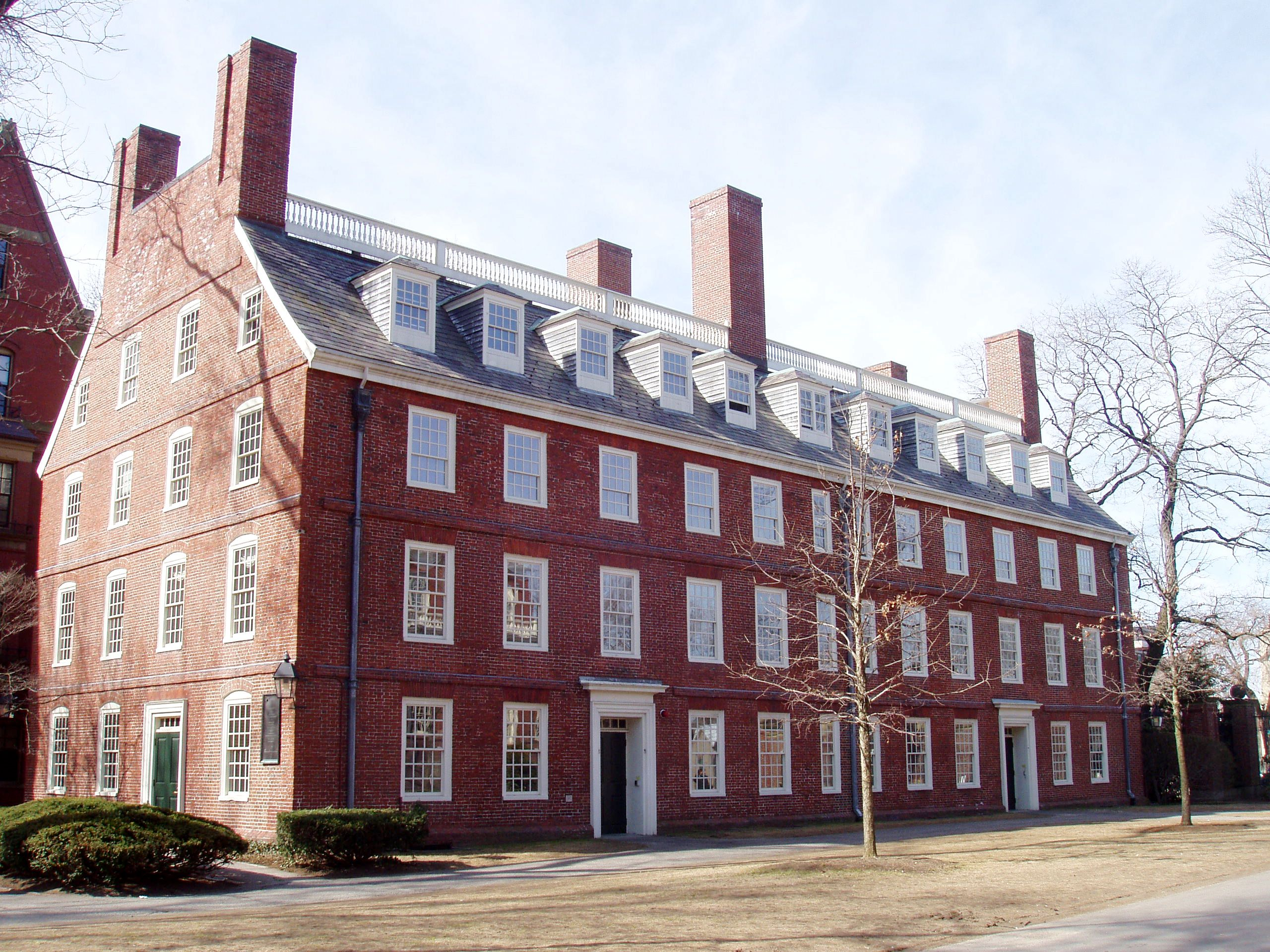
マサチューセッツホール、ハーバード大学で最古の現存する建物、1718年-1720年に寮として建造

ニューイングランドでは初等教育が普及した。初期ピューリタン開拓者は聖書を勉強することが必要だと考えたので、子供達は早い段階で読むことを教えられた。それぞれの町は初等教育の費用を出すことも求められた。約10%の子供は中等教育まで進み、大きな町ではグラマースクールも備えられた。少年の大半は父から農業技術を習うか、職人の所に徒弟奉公に出された。正式な学校に入学する少女は少なかったが、大半は家庭あるいは基本的な読み書きが女性自身の家で教えられたいわゆる「ダーム・スクール」（おばさん塾）で幾らかの教育を受けることができた。1750年までにニューイングランドの女性の90%近く、また男性はほとんど全員が読み書きできていた。ピューリタンは1636年にハーバード大学、1701年にイェール大学を設立した。その後バプテストが1764年にロードアイランド・カレッジ（現在のブラウン大学）、会衆派教会が1769年にダートマス大学を設立した。バージニアでは1693年にウィリアム・アンド・メアリー大学を設立していた。この大学は主として牧師、弁護士あるいは医者を目指す者にアピールしていた。独立した神学校あるいはロースクールというものは無かった。
ニューイングランド人は日記、小冊子、書籍および特に説教を著したが、これは他の植民地を併せたよりも量が多かった。ボストンの牧師であるコットン・マザーが『マグナリア・クリスティ・アメリカーナ』（アメリカにおけるキリストの偉大な仕事、1702年）を出版し、信仰復興論者のジョナサン・エドワーズはその哲学書「慎重で厳密な質問...自由意志の...概念...』（1754年）を著した。音楽の大半には宗教的なテーマによって作られ、主に賛美歌が歌われた。ニューイングランドでは信仰心が篤かったので、十分に宗教的ではなかったりあまりに「世俗的な」芸術作品特に劇は禁じられた。

#### 宗教
植民地アメリカに移民してきた者達の中には信仰の自由を求めてきた者がいた。ロンドンは植民地にイングランド国教会の機関を作らなかった。司祭も派遣しなかったので、宗教は多様化した。
「第一次大覚醒」は1730年代と1740年代に大半の植民地で起こった大きな宗教復興運動だった。この運動は、ピルグリムの厳格なカルヴァン主義のルーツへの復帰と「神の畏れ」の覚醒を求めたマサチューセッツの説教師ジョナサン・エドワーズによって始められた。イギリスの説教師ジョージ・ホウィットフィールドなど遊歴する説教師が運動を続け、植民地を巡って劇的で感情を揺り動かすスタイルの説教を行った。エドワーズの追随者やその他同じ様に信心深い説教師が自分達のことを「ニューライト」と呼び、彼らの運動を不可とした「オールドライト」と対照させた。彼らの見解を普及させるためにこの双方がプリンストン大学やウィリアムズ・カレッジなど学校やカレッジを設立した。「第一次大覚醒」は真のアメリカ人による最初の出来事と言われてきた。
類似した敬虔な信仰復興運動がドイツ人やオランダ人の開拓者の中で生まれ、別の会派を生むようになった。1770年代までにバプテストは北部でも南部でも急速に成長した。北部ではブラウン大学を設立し、南部では以前に問題にされなかったイングランド国教会の道徳的権威に異議を申し立てた。

### 大西洋岸中部
大西洋岸中部はニューイングランドとは異なり、新しい移民によって人口が増え、1750年までにニューヨーク、ニュージャージー、およびペンシルベニア各植民地を合わせた人口は30万人近くまで達していた。この年までにアイルランド人約6万にとドイツ人約5万人がイギリス領北アメリカに渡って来ており、その多くは大西洋岸中部に定着した。1682年にペンシルベニア植民地を創設したウィリアム・ペンは、信仰の自由と不動産の自由保有権という政策によって移民の流入を奨励した。「不動産の自由保有権」とは農夫がその土地を無料で所有し、賃貸ではないことを意味した。最初に移民の流入が起こったのは主にアイルランドからだった。多くのドイツ人は宗教的な紛争から逃れ、ドイツやスイスでの減退しつつあった経済機会を避けて来ていた。

#### 生活様式
大西洋岸中部の建築の多くはその民族の多様性を反映していた。ニューヨーク植民地のオールバニやニューヨーク市では、建物の大多数がオランダ様式で、煉瓦の外装と両端の高い破風が特徴であり、多くのオランダ教会は八角形のように造られた。ペンシルベニアのドイツ人やウェールズ人開拓者は母国でのやり方に倣ってその家屋に切り石を使い、この地域に多量にあった木材は完全に無視した。この例としてフィラデルフィアのジャーマンタウンは、建物の80%が完全に石で造られた。一方、アイルランドからの開拓者はアメリカで豊富に得られる木材を活かして堅牢な丸太小屋を建設した。
民族の文化は家具の様式にも影響した。田園部のクエーカー教徒はテーブル、椅子、チェストのような家具に単純なデザインを好み、華美な装飾を避けた。しかし都会のクエーカー教徒は精巧な細工の家具を所有した。フィラデルフィア市はクエーカー教徒やイギリス人商人の大きな富があったために家具製作の大きな中心地になった。フィラデルフィアの家具職人は優美な机や箪笥を製作した。ドイツ人の職人はそのチェストなどの家具に手の込んだデザインを施し、花や鳥のある景色を描いた。ドイツ人陶器工は優雅で伝統的なデザインのジャグ、ポットおよび皿を多く制作した。
女性の待遇についても民族による違いがあった。ニューイングランドのピューリタン開拓者では、妻が夫と一緒の畑で働くことはほとんど無かった。ペンシルベニアのドイツ人社会では多くの女性が畑や馬小屋で働いた。ドイツ人やオランダ人の移民は女性がその資産を管理することを認めたが、これはイギリスの法律では認められていなかった。イギリス植民地の妻とは異なり、ドイツ人やオランダ人の妻は自分の衣類など物品を所有し、結婚する時に持ってきた資産の処分について遺書を書くこともできた。
アメリカ独立戦争の時までに、白人アメリカ人の約85%はイングランド人、アイルランド人、ウェールズ人およびスコットランド人の子孫だった。白人の約8.8%はドイツ人、3.5%はオランダ人を起源としていた。

#### 農業
民族の多様性は農業のやり方にも違いを生んだ。その例として、ドイツ人農夫は通常鋤を引かせるのに馬よりも牛を好み、スコットランド系アイルランド人はブタやトウモロコシを基本にする農業経済だった。アイルランドでは、農夫が懸命に働き、小さな土地から可能な限り生産性を上げて行こうとしていた。アメリカの植民地では、アイルランド北部から来た開拓者が混合農業を目指した。このやり方で、人が食し、ブタなど家畜の餌にするためにトウモロコシを育てた。あらゆる異なる出自の農夫が改善を志し、その結果を残す為に新しい農業手法を使い始めた。1750年代、これら農業の改革者は干草、小麦および大麦の収穫に用いた鎌や大鎌を、穀物の束を集めやすい木の柄のついた揺動鎌に置き換えた。この道具で農夫が一日にできる作業を3倍にした。農夫は肥やしや農業用石灰を使って土地を肥やし、土壌を肥沃にしておくために輪作も始めた。
1720年以前、大西洋岸中部の植民地人の大半は小規模な農場で働き、西インド諸島にトウモロコシや小麦粉を輸出することで輸入された商品を購入した。ニューヨークでは生皮をヨーロッパに輸出することで地域にさらに富をもたらした。1720年以降、大西洋岸中部の農業は小麦に対する国際的な需要で潤った。ヨーロッパにおける人口の爆発は小麦価格を上昇させた。1770年までに、小麦1ブッシェルの価格は1720年の2倍になった。アイルランドのリンネル産業で亜麻が大きく求められたことや西インド諸島でトウモロコシの需要があったので、亜麻仁やトウモロコシの生産高も上げていった。
到着したばかりの移民の中には農場を購入しこの輸出による富を共有できた者もいたが、多くの貧しいドイツ人やアイルランド人の移民は農業労働者として働くことを強いられた。商人や職人も衣類などの商品を国内で製作するために、これら家の無い労働者を雇用した。商人は農夫から羊毛や亜麻を買い、その家で材料を毛糸に紡ぎ衣類にするために、アイルランドやドイツで繊維工場の労働者だった到着したばかりの移民を雇用した。大規模農場主や商人は富が増し、小規模農場主や職人は生きていくだけの稼ぎしか得られなかった。大西洋岸中部では1750年までに民族的出自と富の双方で分化が進んだ。

#### 海港
小麦貿易で拡大した海港では大西洋岸中部の何処よりも社会階級の分化が進んだ。1750年までにフィラデルフィアの人口は25,000人に達し、ニューヨークには15,000人、ボルティモアには7,000人がいた。商人が海港の社会を支配し、約40人の商人でフィラデルフィアの貿易の半分を支配した。裕福なフィラデルフィアとニューヨークの商人は、ニューイングランドの商人に似て、優美なジョージア調の邸宅を建設した。
商店主、職人、造船業者、肉屋、桶屋、裁縫師、靴屋、パン屋、大工、石工、など多くの専門化した職種が海港社会の中間層を占めた。妻や夫はチームで働き、子供達にその技能を教えて家族に継承して行った。これら職人や貿易業者の多くはそこそこの生活をするだけの資産を作った。
労働者が海港社会の底辺にいた。これら貧しい人々は到着する船から荷を降ろし、出港する船に小麦、トウモロコシおよび亜麻仁を積むためにドックで働いた。その多くはアフリカ系アメリカ人であり、その中でも自由を得た者や奴隷になった者もいた。1750年ニューヨークとフィラデルフィアの人口のうち、約10%が黒人だった。船員の多く、その中にはアフリカ系アメリカ人もいたが、商船の水夫として働いた。

### 南部植民地
南部植民地は主に、メリーランド、バージニアおよびサウスカロライナ各植民地の富裕な奴隷所有農場主によって支配されていた。農園主は広大な土地を所有し、アフリカ人奴隷を働かせた。1750年に南部の人口65万人のうち、約25万人すなわち40%は奴隷だった。農園主はその富を使って土地の小作人やヨーマン農夫を支配した。選挙があるときには、これら農夫にラム酒を贈り、低い税金を約束して植民地の議会を支配した。

#### プランテーション
植民地初期の苦しく飢えのあった時代の後の1720年代から、農園主の次の世代は大きなジョージア調の邸宅を建設し始め、馬の背で鹿を狩った。南部植民地の裕福な女性はイギリスの文化も共有した。彼女達はイギリスの雑誌を読み、イギリスデザインの流行の服を着し、優雅な午後の紅茶を楽しんだ。繁華な海港であるサウスカロライナのチャールストンでタウンハンスに住む米プランテーション所有者が最も成功した例だった。メリーランドのアナポリスのような町やバージニアのジェームズ川に沿ったタバコ・プランテーションでは活動的な社交シーズンがあった。

#### 奴隷
アイ、タバコおよび米の畑で働いたアフリカ人奴隷は西アフリカや中央アフリカから来ていた。植民地アメリカの奴隷制は世代から世代に移るにつれて大変抑圧的なものになり、奴隷は法的権利を持たなかった。砂糖やコーヒーのような商品の生産に特化した植民地は最も奴隷に依存し、その結果新世界でも最も高い（奴隷を含む）一人当たり生産高を示した。しかし、奴隷は大変貧しく生きていくだけのものしか与えられなかった。1500年から1700年の間に、新世界に渡った600万人のうち60%は不本意な奴隷だった。1700年、チェサピーク湾地域には約9,600人の奴隷がおり、カロライナには数百人がいただけだった。それから50年間に約17万人のアフリカ人が到着した。1750年までにイギリス領アメリカには25万人以上の奴隷がおり、カロライナの場合は全人口の約60%が奴隷だった。植民地時代が終わった後の最初の国勢調査では、697,681人の奴隷と59,527人の自由黒人がおり、両者合わせて国内人口の約20%に相当した。サウスカロライナの奴隷の大半はアフリカ生まれであり、バージニアとメリーランドの奴隷の半分は植民地で生まれていた。